# Месијански комплекс
Месијански комплекс (комплекс месије или комплекс спаситеља) је стање свести у коме особа верује да је спаситељ или да ће то постати у будућности. Термин се такође може односити на стање свести у коме особа себе сматра одговорном за помоћ, спасавање или заштиту других људи. Другим речима, ова врста деформације свести може се описати као патолошки алтруизам.

## Религијска заблуда
Термин "месијански комплекс" није покривен у Дијагностичком и статистичком приручнику за менталне поремећаје (ДСМ) јер није клинички термин или поремећај који се може дијагностиковати. Међутим, симптоми наводног поремећаја су веома слични онима који се налазе код људи са делузијама величине, или грандиозном сликом о себи која напредује до стања заблуде. Студија Изабел Кларк је категорисала поремећај као религиозну заблуду са чврстим уверењима која изазивају узнемиреност или чак менталну инвалидност. Уз њу, у истој категорији су манија прогона и синдром понижења личности. 

## Примери
За „спаситеља“, месијански комплекс доприноси повећаном осећају сопствене важности. Истовремено, обезвређује вештине и способности људи да унапреде сопствене животе.
Месијански комплекс се најчешће примећује код пацијената са биполарним поремећајем и шизофренијом. Ако се комплекс месије манифестује у религиозној особи након посете Јерусалиму, то се може идентификовати као психоза позната као Јерусалимски синдром.